# Petite rivière Trenche Ouest
Pour les articles homonymes, voir Trenche.
La Petite rivière Trenche Ouest est un affluent de la rive Ouest de la rivière Trenche Est, coulant généralement vers le Sud-Est, dans le territoire non organisé de Lac-Ashuapmushuan, dans la municipalité régionale de comté (MRC) Le Domaine-du-Roy, dans la région administrative de Saguenay-Lac-Saint-Jean, au Québec, au Canada. Ce cours d'eau fait partie du bassin versant de la rivière Saint-Maurice.
L’activité économique du bassin versant du Petite rivière Trenche Ouest est la foresterie. Le cours de la rivière coule entièrement en zones forestières. La surface de la rivière est généralement gelée de la mi-décembre à la fin mars.

## Géographie
La Petite rivière Trenche Ouest prend sa source d’un ruisseau de montagne situé au Sud du Lac du Lézard.
À partir de sa source, la Petite rivière Trenche Ouest coule sur 26,5 km, selon les segments suivants :
- 4,5 km vers le Sud-Est en traversant le lac Dejadon (altitude : 514 m) sur 0,6 km, puis le lac de la Pie (altitude : 510 m) sur 0,8 km, jusqu’à son embouchure ;
- 1,9 km vers le Sud-Est notamment en traversant le lac Houvrard (altitude : 506 m) sur 1,5 km, jusqu’à son embouchure ;
- 7,7 km vers le Sud-Ouest, jusqu’au pont routier ;
- 2,7 km vers le Sud-Est, en traversant le Lac Guay (altitude : 480 m) sur sa pleine longueur, jusqu’à son embouchure ;
- 9,7 km vers le Sud-Est, en traversant le Lac de l’Écluse (altitude : 470 m) sur 0,2 km en début de segment, jusqu’à la confluence de la rivière[2].

La Petite rivière Trenche Ouest se déverse sur la rive Ouest de la rivière Trenche Est dans la Réserve écologique J.-Clovis-Laflamme. Cette confluence est située à :
- 57,8 km au Sud-Ouest du Lac Saint-Jean ;
- 48,1 km au Nord du réservoir Blanc ;
- 98,1 km au Nord du centre-ville de La Tuque.

## Toponymie
Le toponyme Petite rivière Trenche Ouest a été officialisé le 5 décembre 1968 à la Commission de toponymie du Québec.